# David Denman
David Denman (25 de julho de 1973) é um ator americano, mais conhecido por interpretar o personagem Roy entre a primeira e a terceira temporada da série da NBC The Office.

## Filmografia
| Ano              | Título                                       | Papel                       | Observações              |
| ---------------- | -------------------------------------------- | --------------------------- | ------------------------ |
| 1997             | ER                                           | Angel                       | Série de televisão       |
| 1997             | Chicago Hope                                 | Ethan                       | Série de televisão       |
| 1998             | The Pretender                                | Daniel                      | Série de televisão       |
| 1999             | A Vow to Cherish                             | Kyle Brighton               | Série de televisão       |
| 1999             | The '60s                                     | SDS Radical                 | Filme para televisão     |
| 1999             | The X-Files                                  | Wallace Schiff              | Série de televisão       |
| 2000             | Arli$$                                       | Woody                       | Série de televisão       |
| 2000             | The Replacements                             | Brian Murphy                |                          |
| 2001             | Out Cold                                     | Lance                       |                          |
| 2002             | CSI: Miami                                   | Tyler Hamilton              | Episódio "Just One Kiss" |
| 2002             | Crossing Jordan                              | Cole Tanner                 | Série de televisão       |
| 2003             | The Singing Detective                        | Soldier with Betty Dark     |                          |
| 2001, 2002, 2003 | Angel                                        | Skip                        | Série de televisão       |
| 2003             | Big Fish                                     | Don Price - Age 18-22       |                          |
| 2004             | Without a Trace                              | Mike Clemmens               | Série de televisão       |
| 2004             | Second Time Around                           | Kent                        | Série de televisão       |
| 2004             | The Perfect Husband: The Laci Peterson Story | Tommy Vignatti              | Filme para televisão     |
| 2005             | Night Stalker                                | Henry Gale                  | Série de televisão       |
| 2005–2008        | The Office                                   | Roy Anderson                | Série de televisão       |
| 2006             | When a Stranger Calls                        | Officer Burroughs           |                          |
| 2006             | Bones                                        | Phil Garfield               | Série de televisão       |
| 2007             | Cake: A Wedding Story                        | Juha                        |                          |
| 2007             | The Nines                                    | Agitated Man/Parole Officer |                          |
| 2008             | Shutter                                      | Bruno                       |                          |
| 2008             | Smart People                                 | William                     |                          |
| 2009             | Gary Unmarried                               | Mitch/Ronnie                | Série de televisão       |
| 2009             | Fanboys                                      | Chaz                        |                          |
| 2009             | In Plain Sight                               | Ed Fogerty/Ed Flint         | Série de televisão       |
| 2009             | Drop Dead Diva                               | Tony Nicastro               | Série de televisão       |
| 2010             | Brothers & Sisters                           | Brad Lewinsky               | Série de televisão       |
| 2010             | Fair Game                                    | Dave                        |                          |
| 2011             | Let Go                                       | Walter Dishman              |                          |
| 2013             | After Earth                                  | McQuarrie                   |                          |
| 2013             | Jobs                                         | Al Alcorn                   |                          |
| 2013             | Beneath the Harvest Sky                      | George                      |                          |
| 2014             | Men, Women & Children                        | Jim Vance                   |                          |
| 2015             | The Gift                                     | Greg                        |                          |
| 2016             | 13 Horas: Os Soldados Secretos de Benghazi   | Boon                        |                          |
| 2017             | Power Rangers                                | Sam Scott                   |                          |
| 2017             | Logan Lucky                                  | Moody Chapman               |                          |
| 2018             | Puzzle                                       | Louie                       |                          |
| 2019             | Brightburn                                   | Kyle Breyer                 |                          |
| 2020             | Greenland                                    | Ralph Anderson              |                          |